# 1929 a sportban
1929 főbb sporteseményei a következők voltak:
- szeptember 6. – november 12. – Alekszandr Aljechin és Jefim Bogoljubov közötti sakkvilágbajnoki párosmérkőzés, amelyen Aljechin megvédte világbajnoki címét.
- A Hungária (régi nevén MTK) nyeri az NB1-et. Ez a klub 13. bajnoki címe.

## Születések
- január 1. – Luc Van Hoywegen, belga válogatott labdarúgócsatár († 2013)
- január 7.
  - Mario Bergamaschi, olasz válogatott labdarúgó († 2020)
  - Manfred Kaiser, keletnémet válogatott német labdarúgó, fedezet, edző († 2017)
- január 12. – Tumpek György, olimpiai bronzérmes és Európa-bajnok magyar úszó, edző († 2022)
- január 13. – Nagy Marianna, Európa-bajnok magyar műkorcsolyázó († 2011)
- január 27. – Gurics György, világbajnok magyar birkózó, edző († 2013)
- február 3. – Pedro Nájera, mexikói válogatott labdarúgó, középpályás († 2020)
- február 4. – Francisco Zuluaga, kolumbiai válogatott labdarúgó, edző († 1993)
- február 13. – Eugène Parlier, svájci válogatott labdarúgókapus († 2017)
- február 15. – Graham Hill, angol autóversenyző († 1975)
- február 17. – Omar Monza, világbajnok argentin kosárlabdázó († 2017)
- február 18. – Roland Minson, amerikai kosárlabdázó, edző († 2020)
- február 28. – Hayden Fry, amerikai amerikaifutball-edző († 2019)
- március 6. – Gale McArthur, amerikai egyetemi kosárlabdázó († 2020)
- március 10. – Borisz Nikolov, olimpiai bronzérmes bolgár ökölvívó († 2017)
- március 25. – Marcel Mauron, svájci válogatott labdarúgó-középpályás, edző  († 2022)
- március 28. – Lemhényiné Tass Olga, olimpiai bajnok magyar tornász († 2020)
- április 10. – Mike Hawthorn, brit autóversenyző († 1959)
- április 19. – Ion Voinescu, román válogatott labdarúgó, kapus, olimpikon († 2017)
- április 20. – Emilio Giletti, olasz autóversenyző († 2020)
- április 25. – Abde ál-Rahmane Mahdzsúb, francia válogatott labdarúgó, edző († 2011)
- április 27. – Nyina Apollonovna Ponomarjova, Európa-bajnok és kétszeres olimpiai bajnok szovjet-orosz diszkoszvető († 2016)
- május 3. – Recep Adanır, török válogatott labdarúgó, csatár, edző († 2017)
- május 28. – Doug McKay, kanadai jégkorongozó († 2020)
- június 2.
  - Walter Schuster, olimpiai bronzérmes osztrák alpesisíző († 2018)
  - Jean Van Steen, belga válogatott labdarúgó-középpályás († 2013)
- június 7. – Antonio Carbajal, mexikói válogatott labdarúgókapus († 2023)
- június 10. – Zarándi László, olimpiai bronzérmes, Európa-bajnok atléta († 2023)
- június 17. – Tigran Petroszján, szovjet sakknagymester, sakkvilágbajnok (1963–1969) († 1984)
- június 20. – Marcel Flückiger, svájci válogatott labdarúgó († 2010)
- június 23. – Bart Carlier, holland válogatott labdarúgó, csatár († 2017)
- június 27. – Pók Pál, olimpiai ezüstérmes magyar vízilabdázó († 1982)
- július 1. – Földessy Ödön, olimpiai bronzérmes, Európa-bajnok magyar atléta, távolugró († 2020)
- július 28. – Rubén Almanza, mexikói válogatott kosárlabdázó, olimpikon († 2020)
- augusztus 4. – Joe Pignatano, World Series bajnok amerikai baseballjátékos, edző († 2022)
- augusztus 5. – Boros Ottó, olimpiai bajnok magyar vízilabdázó († 1988)
- augusztus 6. – Willy Kernen, svájci válogatott labdarúgóhátvéd, edző († 2009)
- augusztus 7. – Don Larsen, World Series bajnok amerikai baseballjátékos († 2020)
- augusztus 12. – Charles Moore, olimpiai bajnok amerikai atléta, futó († 2020)
- augusztus 23. – Czibor Zoltán, labdarúgó-olimpiai bajnok és világbajnoki ezüstérmes magyar válogatott, az Aranycsapat tagja († 1997)
- szeptember 6. – Raymond Bellot, világbajnoki bronzérmes francia válogatott labdarúgó († 2019)
- szeptember 17. – Stirling Moss, angol autóversenyző, Formula–1-es pilóta († 2020)
- szeptember 19. – Marcel Dries, belga válogatott labdarúgóhátvéd († 2011)
- szeptember 22. – Carlo Ubbiali, világbajnok olasz motorversenyző († 2020)
- szeptember 23.
  - Johan Claassen, dél-afrikai rögbijátékos († 2019)
  - Kocsis Sándor, olimpiai bajnok és világbajnoki ezüstérmes magyar válogatott, az Aranycsapat csatára († 1979)
- október 1. – Ante Mladinić, horvát labdarúgóedző († 2002)
- október 12. – Roman Korynt, lengyel válogatott labdarúgó, hátvéd († 2018)
- október 17. – Mário Wilson, mozambiki születésű portugál labdarúgó, hátvéd, edző († 2016)
- október 21. – Peter Robeson, kétszeres olimpiai bronzérmes brit lovas, díjugrató († 2018)
- október 22. – Lev Ivanovics Jasin, aranylabdás szovjet labdarúgókapus († 1990)
- október 25. – Mohácsi Ferenc, olimpiai bronzérmes magyar kenus
- november 3. – Charles Antenen, svájci labdarúgócsatár, edző († 2000)
- november 9. – Kazimir Hnatow, francia válogatott labdarúgó, edző († 2010)
- november 12. – Ríkharður Jónsson, izlandi válogatott labdarúgó, csatár, edző († 2017)
- november 16. – Harold Hurley, olimpiai ezüstérmes kanadai jégkorongozó, kapus († 2017)
- november 20. – Gérecz Attila, költő, öttusázó, az 1956-os forradalom hősi halottja († 1956)
- november 25. – Marcel De Corte, belga válogatott labdarúgó, fedezet, edző († 2017)
- december 11. – Anda László, magyar bajnok labdarúgó, csatár († 2002)
- december 12. – Billy Simpson, északír válogatott labdarúgó, csatár († 2017)
- december 13. – Billy Loes, World Series bajnok amerikai baseballjátékos († 2010)
- december 18. – Françoise Mailliard, világbajnoki ezüstérmes francia vívó († 2017)
- december 21. – Lolly Debattista, máltai válogatott labdarúgó, edző († 2021)
- december 29. – Jaime Gómez, mexikói válogatott labdarúgó, kapus († 2008)

## Halálozások
| Halálozás      | Név                  | Nemzetiség, sportág, eredmények                                                                                | Születés |
| -------------- | -------------------- | --- | -------- |
| január 2.      | Denny Lyons          | amerikai baseballjátékos                                                                                       | 1866     |
| január 7.      | Law Daniels          | amerikai baseballjátékos                                                                                       | 1862     |
| január 9.      | Charlie Hautz        | amerikai baseballjátékos                                                                                       | 1852     |
| január 11.     | Mike Golden          | amerikai baseballjátékos                                                                                       | 1850     |
| január 13.     | Buck West            | amerikai baseballjátékos                                                                                       | 1860     |
| január 24.     | Charlie Hautz        | amerikai baseballjátékos                                                                                       | 1852     |
| január 28.     | Al Strueve           | amerikai baseballjátékos                                                                                       | 1860     |
| január 30.     | John Wood            | amerikai baseballjátékos                                                                                       | 1872     |
| február 20.    | Manuel Díaz          | olimpiai bajnok kubai tőr- és kardvívó                                                                         | 1874     |
| március 13.    | Sherry Magee         | World Series bajnok amerikai baseballjátékos                                                                   | 1884     |
| május 13.      | George Stallings     | amerikai baseballjátékos, World Series bajnok baseball menedzser, amerikai futball edző                        | 1867     |
| június 6.      | Réti Richárd         | osztrák-magyar születésű csehszlovák sakkmester                                                                | 1889     |
| augusztus 15.  | Jack Manning         | amerikai baseballjátékos, menedzser                                                                            | 1853     |
| szeptember 25. | Miller Huggins       | amerikai baseballjátékos, World Series bajnok baseballmenedzser, National Baseball Hall of Fame and Museum tag | 1878     |
| október 1.     | Lee Richmond         | amerikai baseballjátékos                                                                                       | 1857     |
| október 14.    | Joe Borden           | amerikai baseballjátékos                                                                                       | 1854     |
| október 22.    | Jim Manning          | amerikai baseballjátékos                                                                                       | 1862     |
| november 8.    | Albert Shepherd      | angol válogatott labdarúgó                                                                                     | 1885     |
| november 10.   | Lichteneckert István | olimpiai bronzérmes magyar tőrvívó                                                                             | 1892     |
| november 14.   | Joe McGinnity        | World Series bajnok amerikai baseballjátékos, National Baseball Hall of Fame and Museum tag                    | 1871     |
| november 15.   | Billy Nash           | amerikai baseballjátékos                                                                                       | 1865     |
| december 8.    | Teddy Tetzlaff       | amerikai autóversenyző                                                                                         | 1883     |
| december 14.   | Sigurd Jørgensen     | olimpiai bajnok norvég tornász                                                                                 | 1887     |
| december 29.   | James Clark          | olimpiai ezüstérmes brit kötélhúzó                                                                             | 1874     |